# Äkta vivlar
Äkta vivlar (Curculionidae) är en familj inom överfamiljen vivlar och ordningen skalbaggar.  Familjen innehåller över 60 000 arter och är en av de största familjerna av skalbaggar. 

## Kännetecken
Vivlarna är ganska små skalbaggar som karaktäriseras av att de flesta arternas huvud är förlängt till ett så kallat snyte. I spetsen på det sitter käkarna och även vivelns antenner är fästa längst ute på snytet. Hos de flesta arter kan antennerna fällas in i skyddande skåror längs snytet, till exempel när viveln gräver. Färgerna är mycket varierande beroende på art, liksom storleken. De största och mest färgglada vivlarna finns i tropikerna.

## Utbredning
Vivlar finns över hela världen, utom i det inre av Grönland. I Sverige har över 530 arter noterats och knappt 500 av dem anses som bofasta.

## Levnadssätt
Nästan alla arter är växtätare och många är mycket specialiserade i sitt val av föda och äter bara en enda växt. Andra är mindre kräsna och äter flera olika. Vissa, i synnerhet snytbaggen, klassas som skadeinsekt. Därför bekämpas de ofta med insektsgifter. De flesta av dessa arter verkar dock inte vara hotade. Men det finns, särskilt i tropikerna, vivelarter som är utrotningshotade på grund av att deras miljöer försvinner.

## Systematik
Tidigare användes trivialnamnet "vivlar" för denna familj, men detta namn används numera för överfamiljen Curculionoidea. Äkta vivlar delas i sin tur upp i en mängd underfamiljer. Notera att i viss litteratur används trivialnamnet "egentliga vivlar" för familjen, men det namnet används även för underfamiljen Curculioninae.

### Underfamiljer
- Bagoinae Thomson, 1859
- Baridinae Schönherr, 1839
- Ceutorhynchinae Gistel, 1856
- Conoderinae
- Cossoninae Schönherr, 1825
- Cryptorhynchinae Schönherr, 1825
- Curculioninae Latreille, 1802
- Cyclominae Schönherr, 1826
- Dryophthorinae
- Entiminae Schönherr, 1826
- Hyperinae Lacordaire, 1863
- Lixinae Schönherr, 1823
- Mesoptilinae Lacordaire, 1863
- Molytinae Schönherr, 1823
- Orobitidinae Thomseon, 1859
- Platypodinae Shuckard, 1840
- Scolytinae (barkborrar), Latreille, 1807
- Xiphaspidinae

### Släkten (ej fullständig)
- Abrotheus
- Acacacis
- Diaprepes
- Hylobius (snytbaggar)
- Magdalis
- Megaplatypus
- Sciaphilus
- Scolytus
- Tychius